# Leiolepis triploida
Espèce
Leiolepis triploida est une espèce de sauriens de la famille des Agamidae.

## Répartition
Cette espèce d'agame-papillon se rencontre en Malaisie péninsulaire et dans le sud de la Thaïlande.

## Description
Cette espèce est parthénogénétique.

## Publication originale
- Peters, 1971 : Die intragenerischen Gruppen und die Phylogenese der Schmetterlingsagamen (Agamidae: Leiolepis). Zoologische Jahrbücher Abteilung für Systematik, Ökologie und Geographie der Tiere,  vol. 98, p. 11-130.